# Unione Ossolana per l'Autonomia
L'Unione Ossolana per l'Autonomia (UOPA) è stato un movimento politico fondato il 27 ottobre 1977 che aveva come obiettivo principale la costituzione di una Regione autonoma a statuto speciale formata dalla Val d'Ossola e dalla Valle Cannobina sul modello della Valle d'Aosta. Il programma del movimento comprendeva anche il risanamento economico, la costruzione di un'autostrada e di uno scalo ferroviario, maggiori investimenti, la creazione di una zona franca, aiuti per le aziende in crisi e la promozione della tradizione culturale ossolana. Tra i primi promotori ci fu Alvaro Corradini.

## Storia
Nato nel 1977, il movimento andò al suo primo congresso a Domodossola nell'aprile del 1978. Nell'ottobre dello stesso anno raccolse circa 55.000 firme per una proposta di legge di iniziativa popolare per istituire la regione autonoma dell'Ossola. Nel 1980 invece si presentò alle elezioni amministrative locali, ottenendo un ottimo risultato. 
L'UOPA ha pubblicato il periodico L'Autonomia diretto da Corradini e in seguito da Bruno Salvadori. Tra gli aderenti all'UOPA vi fu anche Umberto Bossi.
Il partito si sciolse il 16 febbraio 1990, trasformandosi in movimento d'opinione.

## Presupposti storici ed ideologici
Tra le motivazioni che mossero l'UOPA ad avanzare le sue richieste c'erano la decisione di deviare la superstrada che doveva collegare Genova al Sempione verso Santhià con perdita di importanza del Passo del Sempione nell'ottica degli scambi internazionali e il decentramento e la lontananza da Novara e Torino. L'autonomia era vista dall'UOPA come l'unica strada percorribile per superare questi problemi e risollevare le sorti dell'Ossola.
Dal punto di vista storico la richiesta dell'autonomia può essere vista come il frutto di antiche aspirazioni e dei privilegi fiscali goduti dagli Ossolani nel medioevo. Più recentemente le vicende storiche che influenzarono le spinte autonomistiche furono la "Carta di Chivasso" del 1943 (che doveva garantire autonomie economiche e culturali per le vallate alpine alla fine della guerra) e soprattutto la Repubblica dell'Ossola.

## Il simbolo
Il simbolo dell'UOPA era un camoscio bianco sulla mappa dell'Ossola dipinta di rosso, verde e blu, i colori delle formazioni partigiane che avevano combattuto il nazifascismo in Ossola durante la Resistenza e che, dopo aver cacciato nel settembre 1944 nazisti e repubblichini, avevano istituito una forma di autogoverno della zona libera conosciuta come Repubblica dell'Ossola.